# Lista stacji kolejek podmiejskich HÉV w Budapeszcie
Niniejszy artykuł przedstawia listę stacji kolejek podmiejskich HÉV w Budapeszcie.

## Csepeli HÉV
Podróż tą kolejką trwa 13 minut. Trasa wynosi 7 km. Do przystanku tej kolejki można dostać się tramwajami linii 4 i 6 lub metrem (linią M3) ze stacji Ferenc körút.

### Trasa kolejki
- Boráros tér
- Lágymányosi híd
- Szabadkikötő
- Szent Imre tér
- Karácsony Sándor utca
- Csepel

## Gödöllői/csömöri HÉV

### Gödöllő
Podróż tą kolejką trwa 46 minut. Trasa wynosi 26 km. Po drodze mija się pałac w Gödöllő i park wodny w Mogyoród. Do przystanku tej kolejki można się dostać metrem (linią M2) ze stacji Örs vezér tere.

#### Trasa kolejki
- Örs vezér tere
- Rákosfalya
- Nagyicce
- Sashalom
- Mátyásföld, repűlöter
- Cinkota
- Illonatelep
- Kistarsca, kőrház
- Kistarsca
- Zsófialiget
- Kerepes
- Szilasliget
- Mogyoród
- Tölgyes
- Gödöllő, Erzsebet park
- Gödöllő, Szabadság tér
- Gödöllő, Palotakert
- Gödöllő

### Csömöri HÉV
Podróż tą kolejką trwa 23-24 minuty. Trasa wynosi 11 km. Trasa także zaczyna się przy Örs vezér tere, a kończy na lotnisku Csömör.

#### Trasa kolejki
- Örs vezér tere
- Rákosfalva
- Nagvicce
- Sashalom
- Mátyásföld, repülőter
- Mátyásföld, Imre utca
- Mátyásföld alsó
- Cinkota
- Cinkota alsó
- Árpádföld (Árpádfield)
- Szabadságetlep
- Csömör

## Ráckevei HÉV
Podróż tą kolejką trwa godzinę i 9 do 14 minut. Trasa wynosi 40 km. Można się do niej dostać tramwajem linii 1 ze stacji metra Népliget.

### Trasa kolejki
- Vágóhíd
- Beöthy utca
- Kén utca
- Timót utca
- Pesterzsébet felső
- Torontál utca
- Soroksár felső
- Soroksár, Hősők tere
- Szent István utca
- Millenniumtelep
- Dunaharaszti felső
- Dunaharaszti külső
- Szigetszenmiklós
- József Attila-telep
- Szigetszentmiklós alsó
- Szigetszentmiklós, gyártelep
- Szigethalom
- Szigethalom alsó
- Szigetscép
- Egyetemi Tangazdaság
- Szigetszentmárton-Szigetújfalu
- Horgásztanyák
- Angyali-sziget
- Ráckeve

## Békásmegyeri/szentendrei HÉV
Podróż tą kolejką trwa 38 minut. Trasa wynosi 21 km. Trasa tej kolejki biegnie od stacji metra Batthyány tér przez stację metra Árpád híd, łaźnie rzymskie (Rómaifürdő) i kończy się przy Szentendre.
- Batthyány tér
- Margit híd
- Szépvölgyi út
- Tímár utca
- Árpád híd
- Filatorigát
- Kaszásdűlő
- Aquincum
- Rómaifűrdő
- Csillaghegy
- Békásmegyer
- Budakalász
- Budakalász, lenfonó
- Szent-István-telep (majątek Stefana I)
- Pomáz
- Pannóniatelep (majątek Pannoni)
- Szentendre

## Plany budowy linii M5
Budapeszt planuje budowę piątej linii kolejki HÉV. Linia ta będzie biegła od Szentendre przez Csepel do Ráckeve.